# 2903 Zhuhai
2903 Zhuhai је астероид главног астероидног појаса чија средња удаљеност од Сунца износи 2,563 астрономских јединица (АЈ).
Апсолутна магнитуда астероида је 12,0.